# Koschuta
Koschuta este o arie protejată (arie specială de conservare — SAC, sit de importanță comunitară — SCI) din Austria întinsă pe o suprafață de 962,75 ha, integral pe uscat.

## Localizare
Centrul sitului Koschuta este situat la coordonatele 46°26′51″N 14°23′38″E / 46.4476°N 14.3939°E.

## Înființare
Situl Koschuta a fost declarat sit de importanță comunitară în decembrie 2018 pentru a proteja 2 specii de plante și 1 specie de animale. Situl a fost protejat și ca arie specială de conservare în decembrie 2018.

## Biodiversitate
Situată în ecoregiunea alpină, aria protejată conține 2 habitate naturale: Grohotișuri medio-europene calcaroase, de la nivel colinar și montan, Păduri ilirice de Fagus sylvatica (Aremonio-Fagion).
La baza desemnării sitului se află mai multe specii protejate:
- plante (2): Buxbaumia viridis, Campanula zoysii
- nevertebrate (1): Rosalia alpina